# Griffon bleu de Gascogne
Der Griffon bleu de Gascogne ist eine von der FCI (Nr. 32, Gr. 6, Sek. 1.2) anerkannte Hunderasse aus Frankreich. Er zählt zu den „Chiens du Midi“, den Hunden des Südwestens. Sie alle sind Bracken oder Laufhunde reinen französischen Blutes.

## Herkunft und Geschichtliches
Er ist ein Kreuzungsprodukt aus Grand Bleu de Gascogne und langhaarigem Griffon und stammt aus den Pyrenäen.

## Beschreibung
Mit bis zu 57 cm ist er ein mittelgroßer Jagdhund mit „blauem“ Fell und lohfarbenem Brand. Der „blaue“ Farbeffekt entsteht durch die schwarz-weiße Tüpfelung, die als Gesamtbild einen bläulich-grauen Farbschimmer produziert. Das Haar ist rau und kurz, durch das gröbere Fell ist diese Farbe allerdings lange nicht so deutlich wie bei Hunden, wo das Fell kurz und glatt anliegend ist. Auch schwarz/weiße Fleckung ist möglich. Die mittelgroßen Behänge sind tief angesetzt, flach und dünn behaart.

## Verwendung
Der Hund ist sehr vielseitig und wird heutzutage in kleinen Meuten oder als Solojäger vornehmlich für die Jagd auf Schalenwild (insbesondere Schwarzwild), Hase und Fuchs geführt. Aber auch auf der Schweißfährte erzielt diese Rasse hervorragende Ergebnisse bei der Nachsuche. Vom JGHV ist der Griffon bleu de Gascogne zu allen Verbandsprüfungen zugelassen. Aufgrund der sehr guten Nasenleistung und Konzentrationsfähigkeit findet diese Rasse mittlerweile auch außerhalb von Jägerkreisen Verwendung und wird als Vermissten- und Personenspürhund sowohl von der Polizei als auch von Hilfsorganisationen im In- und Ausland eingesetzt.

## Wesen
Feine Nase; gutes Geläut; gründlich in seiner Art zu jagen, aber auch voller Eifer und Unternehmungslust. Charakter aufgeweckt, sogar quirlig, aber dennoch anschmiegsam.